# Trade Marketer
Trade Marketer – polski magazyn branżowy, koncentrujący się na praktycznych zagadnieniach shopper marketingu (marketing handlowy, marketing at-retail, trade marketing, retail marketing). 
Ukazuje się 8 razy w roku. Dociera do kilkunastu tysięcy menedżerów sprzedaży i marketingu, zainteresowanych technikami wsparcia sprzedaży swoich produktów w miejscu sprzedaży. Na łamach magazynu podejmowana jest tematyka marketing at-retail, shop-in-shop, technik Below the line, merchandisingu, promocji w miejscu sprzedaży, rozwiązań POSM, category managementu, eventów marketingowych, digital signage czy programów lojalnościowych. 
Magazyn dostępny jest wyłącznie w prenumeracie. Nakład 3.000 egzemplarzy, trafia wyłącznie do marketerów, category managerów, przedstawicieli sieci handlowych, specjalistów merchandisingu oraz zarządzających sprzedażą. Magazyn jest założycielem polskiego oddziału POPAI.
Redaktor naczelną jest Joanna Kotarbińska. Pismo dostępne jest w prenumeracie.
Magazyn "Trade Marketer" jest pierwszym, polskim periodykiem, koncentrującym się na zagadnieniach shopper marketingu.